# Europese kampioenschappen veldrijden 2009
De Europese kampioenschappen veldrijden 2009 was de zevende editie van de Europese kampioenschappen veldrijden georganiseerd door de UEC.
Het kampioenschap bestond uit de volgende categorieën:
|                                     |                    |
| • Vrouwen elite (17 jaar en ouder)  | 0000 1993 en ouder |
|                                     |                    |
| • Mannen beloften (19 t/m 22 jaar)  | 0000 1988 - 1991   |
| • Jongens junioren (17 t/m 18 jaar) | 0000 1992 - 1993   |

## Medailleoverzicht
| Categorie        | Goud            | Goud   | Zilver               | Zilver | Brons                   | Brons  |
| Mannen           | Mannen          | Mannen | Mannen               | Mannen | Mannen                  | Mannen |
| ---------------- | --------------- | ------ | -------------------- | ------ | ----------------------- | ------ |
| Mannen beloften  | Róbert Gavenda  |        | Paweł Szczepaniak    |        | Tom Meeusen             |        |
| Jongens junioren | Emilien Viennet |        | Laurens Sweeck       |        | Michiel van der Heijden |        |
| Vrouwen          |                 |        |                      |        |                         |        |
| Vrouwen elite    | Marianne Vos    |        | Daphny van den Brand |        | Helen Wyman             |        |

## Resultaten

### Vrouwen elite
| №      | Naam                     | Land |
| ------ | ------------------------ | ---- |
| Goud   | Marianne Vos             | NED  |
| Zilver | Daphny van den Brand     | NED  |
| Brons  | Helen Wyman              | GBR  |
| 4      | Kateřina Nash            | CZE  |
| 5      | Pavla Havlíková          | CZE  |
| 6      | Sanne van Paassen        | NED  |
| 7      | Christel Ferrier-Bruneau | FRA  |
| 8      | Caroline Mani            | FRA  |
| 9      | Joyce Vanderbeken        | BEL  |
| 10     | Sanne Cant               | BEL  |

### Mannen beloften
| №      | Naam                    | Land |
| ------ | ----------------------- | ---- |
| Goud   | Róbert Gavenda          | SVK  |
| Zilver | Paweł Szczepaniak       | POL  |
| Brons  | Tom Meeusen             | BEL  |
| 4      | Kacper Szczepaniak      | POL  |
| 5      | Elia Silvestri          | ITA  |
| 6      | Jim Aernouts            | BEL  |
| 7      | Arnaud Jouffroy         | FRA  |
| 8      | Kenneth Van Compernolle | BEL  |
| 9      | Matthieu Boulo          | FRA  |
| 10     | Jan Denuwelaere         | BEL  |

### Jongens junioren
| №      | Naam                    | Land |
| ------ | ----------------------- | ---- |
| Goud   | Emilien Viennet         | FRA  |
| Zilver | Laurens Sweeck          | BEL  |
| Brons  | Michiel van der Heijden | NED  |
| 4      | Mike Teunissen          | NED  |
| 5      | Gert-Jan Bosman         | NED  |
| 6      | Jens Adams              | BEL  |
| 7      | Emiel Dolfsma           | NED  |
| 8      | Matej Lasak             | CZE  |
| 9      | Michael Boroš           | CZE  |
| 10     | Danny van Poppel        | NED  |

## Medaillespiegel
| Plaats | Land                | Goud | Zilver | Brons | Totaal |
| 1      | Nederland           | 1    | 1      | 1     | 3      |
| 2      | Frankrijk           | 1    | 0      | 0     | 1      |
| 2      | Slowakije           | 1    | 0      | 0     | 1      |
| 4      | België              | 0    | 1      | 1     | 2      |
| 5      | Polen               | 0    | 1      | 0     | 1      |
| 6      | Verenigd Koninkrijk | 0    | 0      | 1     | 1      |
| Totaal | Totaal              | 3    | 3      | 3     | 9      |

Kampioenschappen:  Wereldkampioenschappen · 
 Europese kampioenschappen · 
 Belgische kampioenschappen · 
 Nederlandse kampioenschappen
Klassementen:  Wereldbeker · 
 Superprestige · 
 GvA Trofee · 
 TOI TOI Cup · 
 Challenge national
Overig:  Fidea Cyclocross Classics
2003 · 
2004 · 
2005 · 
2006 · 
2007 · 
2008 · 
2009 · 
2010 · 
2011 · 
2012 · 
2013 · 
2014 · 
2015 · 
2016 · 
2017 · 
2018 · 
2019 · 
2020 · 
2021 ·
2022 ·
2023 ·
2024 ·
2025 ·
2026